# 海蓬子
海蓬子（学名：Salicornia europaea）的商品名为西洋海笋，有“海人参”和“植物海鲜”之美誉，亦称为“海芦笋”、“海菜豆”等。这是一种利用海水灌溉种植的蔬菜，分布于北亚和南欧，其色泽如翡翠，形状似珊瑚，口感脆嫩，有独特鲜美的海鲜风味。
西洋海笋营养丰富，含蛋白质、氨基酸、β-胡萝卜素、维生素C、膳食纤维以及钠、钙、铁、锌、碘、硒等矿物质、微量元素及皂甙等生物活性物质。